# Niclas Tagesson
Björn Niclas Tagesson, född 3 juni 1970 i Ljungarum, Jönköping, är en svensk före detta fotbollsspelare och numera tränare för Husqvarna FF.

## Tränarkarriär
Tagessons karriär som tränare började 1999 då han tog över IF Hagapojkarna. Han tränade klubben i sex säsonger innan han 2005 tog steget över till IK Tord, som då befann sig i Division 3.
I januari 2011 presenterades Tagesson som ny tränare för Husqvarna FF i Division 1. Säsongen 2013 ledde han laget upp till Superettan, sejouren i näst högsta serien stannade vid ett år efter att man slutade sist i Superettan 2014. Efter säsongen 2016 lämnade Tagesson sitt uppdrag som huvudtränare för Husqvarna FF och tog då en paus från fotbollen.
Den 12 januari 2022 fick Tagesson uppdraget som ny U17-tränare i Jönköpings Södra. Den 15 november 2022 lyftes Tagesson upp som ny tillförordnad huvudtränare i föreningen inför säsongen 2023, detta då tränaren Óscar García Rodrígues saknar UEFA PRO Licence som krävs för att få vara huvudtränare i svensk elitfotboll.
Efter att Jönköpings Södra anställd ny huvudtränare, tog han steget tillbaka till U17-tränare. 
Den 8 november 2023 blev han återigen huvudtränare för Jönköpings Södras seniorlag.
Den 20 maj 2025 blev han åter tränare för Husqvarna FF.